# Забайкальский государственный университет
Забайкальский государственный университет — крупнейшее высшее учебное заведение Забайкальского края; находится в городе Чита. Министерством образования и науки Российской Федерации десятого мая 2011 года был утверждён приказ о переименовании Читинского государственного университета — ЧитГУ в Забайкальский государственный университет — ЗабГУ.
Забайкальский государственный университет является крупнейшим учебно-научно-инновационным центром Забайкальского края и производит
подготовку специалистов для промышленных предприятий, государственных, муниципальных органов и силовых структур Забайкалья,
Дальнего Востока и др. регионов.
В 2012 году, исходя из приказа Министерства образования и науки Российской Федерации Забайкальский государственный гуманитарно-педагогический университет им. Н. Г. Чернышевского — ЗабГГПУ им. Н. Г. Чернышевского был присоединён к Забайкальскому государственному университету.

## Факультеты
- Историко-филологический факультет — ИФФ
- Факультет культуры и искусств — ФКиИ
- Факультет физической культуры и спорта — ФФКиС
- Факультет естественных наук, математики и технологий — ФЕНМиТ
- Социологический факультет — СФ
- Психолого-педагогический факультет — ППФ
- Юридический факультет — ЮФ
- Горный факультет — ГФ
- Факультет экономики и управления — ФЭиУ
- Факультет строительства и экологии — ФСиЭ
- Энергетический факультет — ЭФ

## История

### ЧГПИ — ЗабГПУ — ЗабГГПУ

#### Предыстория
В 1921 году в Чите был образован институт народного образования, названный Забайкальским университетом. В нём было 3 факультета. Это было время ДВР. В 1923 году решением правительства России он был переведён во Владивосток, где возник Дальневосточный университет.
В 1937 году была образована Читинская область. Новые социально-экономические условия выдвинули задачу подготовки учителей и других специалистов с высшим образованием. Педучилища Сретенска, Балея, Петровск-Забайкальского, Агинска готовили учителей для начальных школ. Край пополнялся учителями с высшим образованием из других регионов Сибири.
На 1939/40 учебный год в 959 школах области работало в старших классах 15,9 % учителей с высшим образованием. Две трети директоров и сотрудников ОНО не имели высшего образования.

#### 1938—1951
25 августа 1938 года было издано постановление Совнаркома РСФСР № 265 об открытии одновременно в Архангельске, Магнитогорске и Чите четырёхгодичных институтов с тремя факультетами — историческим, филологическим и физико-математическим. План приёма на 1938 год был определён в 120 человек. Была проведена ОНО, местными органами власти большая организационная и хозяйственная работа. Институт получил здание по улице Албазинской (Курнатовского) 45. Чуть позже институт переехал на улицу Чкалова 140.
7 октября 1938 г. в первом вузе Забайкалья начались занятия. Директор института Г. И. Филонов прочитал первую лекцию. Через год его сменил Н. А. Родионов, выпускник Ленинградского пединститута им. А. И. Герцена. Среди первых преподавателей вуза Николай Александрович Каслов, выпускник физмата Иркутского университета. Он работал в вузе на разных должностях от ст. преподавателя кафедры математики, зав. кафедрой до проректора по учебной и научной работе и ректора вуза.
В первую очередь состав преподавателей формировался из школьных работников. Также среди первых преподавателей были математики Е. П. и М. Т. Холодовские, историк В. Г. Изгачев, филологи М. А. Масалов, Н. А. Замошникова, А. Д. Плотникова.
С началом Второй мировой войны вуз был перемещён в здание по улице Фрунзе № 1 (ныне ИПК работников образования), а в здании по улице Чкалова расположился эвакогоспиталь для тяжелораненых. Студенты помогали ухаживать за ранеными, собирали тёплые вещи и средства для помощи фронту, заготавливали дрова и уголь и топили печи в вузе и общежитиях.
Отсев из вуза был большой. Были годы, когда ставился вопрос о закрытии института. Воевал, вернулся после ранения Н. А. Каслов и стал работать директором вуза и заведовать кафедрой математики. Многие студенты погибли на войне. Так, бывший директор Н. А. Родионов погиб, защищая Москву. Погибли студенты П. И. Акимов, Н. Кузнецов, П. Леонтьев и другие.
Среди первых выпускников института Ж. Д. Доржиев, кандидат исторических наук, заслуженный работник культуры РФ, директор Агинского окружного краеведческого музея им. Г. Ц. Цыбикова, автор книг по истории Забайкалья, истории образования и культуры Агинского Бурятского автономного округа. До сих пор работает выпускница-филолог Б. В. Жещинская, создавшая кабинет литературы.

#### 1952—1991
После войны институт вырос, исходя из потребностей в учителях.
Большой вклад в подготовку учителей для школ области в эти годы внесли такие преподаватели как Н. А. Каслов, Е. П. и М. Т. Холодовские, А. М. Соколова, И. А. Савченко, М. А. Масалов, Я. И. Дразнинас, А. И. Валентинова, И. А. Шибер, П. Е. Кряжев, В. Г. Изгачев, Л. С. Клер, Д. Е. Клымнюк, А. И. Федосов, М. М. Фишер, А. И. Горшков, Ф. Ф. Майский, М. А. Чистов, М. Л. Пинегина, А. Д. Плотникова, А. М. Черников.
Из стен вуза вышло много известных в области деятелей — М. В. Черняев и П. Е. Черняева, К. М. Коноплёв, В. И. Василевский, И. П. Черепахин, Н. И. Алексеев, М. И. Никифоров, В. Герасимов, П. Г. Говорин, Д. Ш. Ахметов, М. Н. Ахметова, А. А. Чжен, А. В. Прокопенко, М. Н. Сивцова, Н. И. Борисов, П. П. Захаров, А. И. Патронов, Н. Е Суханов, П. В. Арзамасцев.
Некоторое время (1945—1948) директором института был известный лингвист Л. Н. Воробьёв.
В 1952 году был открыт факультет иностранных языков. В 1953 году был открыт геофак, переименованный затем в ЕГФ. В 1958 году — факультет физвоспитания. В это время были построены квартиры для преподавателей и учебные корпуса для ФИЯ, ЕГФ, ФФВ и общежития.
В 1960 году была открыта кафедра китайского языка, у истоков которой стояла Калерия Вениаминовна Тын. Позже кафедра стала методической площадкой для разработки учебных программ по китайскому языку, использовавшихся впоследствии по всему СССР. Кафедра сыграла важную роль в развитии отношений России и Китая, на ней в разное время работали такие талантливые педагоги, как О.М.Готлиб, Е.А.Юйшина, О.Ц.Соктоева, С.В.Науменко, О.Р.Очиров, Ж.В.Шмарова,В.Н.Соловьёва, Н.Ф.Бурмистрова, О.М.Кочеткова и другие. Ими созданы учебные пособия для изучения китайского языка.
Вуз был тесно связан со школами города и области. Опорой института являются такие школы как № 1, 2, 3, 4, 5, 16, 19, 46. В них проходят практику студенты. Сотни учителей города Читы являются наставниками студентов. В школах области работают творческие коллективы, костяк которых составляют наши выпускники. Это школы п. Шерловая Гора, п. Дарасун, п. Первомайска, Агинского, городов Краснокаменска, Балея, Шилки, Борзи, Петровск-Забайкальского.
Постановлением № 1463 от 30 декабря 1963 г. Совет Министров РСФСР присвоил институту имя Н. Г. Чернышевского. Творческое наследие педагога, философа, революционера-демократа, писателя коллектив изучал и изучает давно. Ему посвящаются ежегодные научно-методические конференции студентов и преподавателей.
По инициативе Б. Л. Лиги, к.п.н., доцента, а затем профессора кафедры педагогики был собран богатейший материал и открыт музей. С приходом в вуз Б. Л. Лиги начался активный процесс увлечения краеведением. Вуз активно участвует в подготовке и проведении литературно-краеведческих чтений, вечеров, смотров, теле- и радиопередач.
Выделяется деятельность таких преподавателей, как Ю. П. Руденко, И. М. Осокин, О. М. Баркина, О. М. Дружинина, М. В. Константинов, И. И. Кириллов, Е. В. Ковычев, В. П. Константинова, В. И. Остроумов, Т. Т. Исакова, Н. С. Ваулин, А. К. Баранов, А. Я. Воронина, С. Д. Уварова, Л. Б. Соколовская, В. Ф. Немеров, С. А. Седова, А. Е. Власов. Большим событием в жизни вуза было открытие народного музея В. И. Ленина, музея археологии, экспозиций по охране природы Забайкалья на ЕГФ. На их базе было создано мощное музейное объединение, где сотни студентов прошли практику по музейной работе.
Для подготовки военруков была создана военная кафедра. Она располагает хорошей материальной базой и укомплектована профессионалами-офицерами.
Ежегодно институт совместно с облуправлением образования проводит олимпиаду по естественно-математическим дисциплинам, занятия в школе юных математиков, экологов, химиков. Большим авторитетом в области пользуются наши археологи, краеведы.
Энтузиастами-историками В. П. Константиновой и её сыновьями — Михаилом и Александром — созданы два музея — «Читинская учительская семинария» и «Музей народного образования Забайкалья». Они стали центром воспитания молодёжи и школьников в духе любви к родному краю и учительской профессии.

#### 1992—2011
Преподавательский состав: более 500 преподавателей, из них около 50 профессоров и докторов наук, более 220 доцентов и кандидатов наук. Контингент обучающихся: более 9 тыс. студентов, из которых около 5 тыс. — на очной, более 4 тыс. — на заочной формах обучения. Типы документов об образовании, выдаваемых выпускникам: диплом бакалавра, диплом специалиста с высшим профессиональным образованием.
За последние годы в институте проводится большая работа по подготовке кадров высшей квалификации. Открыта аспирантура по 15 специальностям. В вузе работает 450 преподавателей. Из них 30 докторов наук, профессоров, 170 кандидатов, доцентов. Ряд лет руководство вуза проводит работу по переходу на многоуровневую систему обучения. Создано много учебных пособий, программ элективных курсов (курсов по выбору), укреплена материальная база многих факультетов.
Сейчас в институте насчитывается 4 тыс. 500 студентов на дневном отделении и 2 тыс. на заочном. Энергично работает служба приёма в вуз. Проводятся краткосрочные и продолжительные курсы. Увеличивается набор на первый курс. Только в 1997 г. на первый курс принято 1 тыс. 500 чел.
Вуз стал центром проведения региональных и международных конференций. Тут открыт городской многопрофильный лицей. Его деятельность курирует декан социально-психологического факультета к.п.н., Клименко Т. К. Институт вступил в Ассоциацию вузов Дальнего Востока и Забайкалья, организовал работу многих научных лабораторий. Авторитетом пользуется лаборатория «Проблемы комплексного изучения человека. Человек в условиях Забайкалья». Ею руководит В. А. Кобылянский, доктор философских наук, профессор. Выпущено 4 тома научных исследований.
За последние годы существенно улучшилась работа в общежитиях, создан свой театр «Странник», успешно выступает команда КВН, есть свой фольклорный коллектив.
По инициативе ректора, академика РЭА В. П. Горлачёва проведена аттестация вуза Министерством образования РФ. Коллектив получил высокую оценку. Из года в год растёт успеваемость студентов, повышается качество знаний на всех девяти факультетах.
Приказом по институту исторический факультет 31 октября 1996 года преобразован в историко-юридический, где обучают по специальностям «история» и «юриспруденция». Открыта подготовка специалистов по информатике и иностранному языку на физико-математическом факультете. Введена специализация «экология» и открыта подготовка по специальность «экология и биология». На филологическом факультет открыта подготовка по специализации «журналистика», а также «русский язык и литература», «бурятский язык и литература». Сейчас в вузе действуют 41 кафедра на двенадцати факультетах. Благодаря профессионализму выпускников университета Р. Ф. Гениатулина, Ж. Д. Доржиева, В. С. Кутаева, П. Н. Смолякова и многих других ВУЗ находится на подъёме, растут его влияние и авторитет.
Министерство образования и науки Российской Федерации нашло возможным и необходимым приказом от 26 марта 1997 года преобразовать пединститут в Забайкальский государственный педагогический университет.

### ЧПИ — ЧГТУ — ЧитГУ
В 1966 г. в Чите был открыт общетехнический факультет Иркутского политехнического института. Первым деканом был назначен Г. И. Чекин.
В 1967 г. был произведён первый набор на очную форму обучения по специальностям: «Технология машиностроения», «Металлорежущие станки и инструменты», «Промышленное и гражданское строительство». В 1968 г. факультет возглавил Ю. В. Кулагин.
В 1972 г. факультет был преобразован в филиал Иркутского политехнического института. Филиал возглавил Ю. В. Кулагин.
В 1974 г. филиал ИПИ был преобразован в Читинский политехнический институт (ЧПИ). Первым ректором стал Ю. В. Кулагин
В 1995 г. институту присвоен статус технического университета (ЧГТУ).
В 2003 г. университет получил статус классического университета: «Читинский государственный университет» (ЧитГУ).
10 мая 2011 г. переименован в федеральное государственное бюджетное образовательное учреждение высшего профессионального образования «Забайкальский государственный университет» (ЗабГУ).
В январе 2012 года министром образования и науки Российской Федерации Андреем Фурсенко был подписан приказ о реорганизации Забайкальского государственного университета и Забайкальского государственного гуманитарно-педагогического университета в форме присоединения Забайкальского гуманитарно-педагогического университета им. Н. Г. Чернышевского к ЗабГУ.

### ЗабГУ
20 января 2012 года был подписан приказ о реорганизации вузов и присоединении Забайкальского гуманитарно-педагогического университета к ЗабГУ. ЗабГУ является правопреемником ЗабГГПУ. Ректором единого университета стал Иванов Сергей Анатольевич.
В итоге объединения произошли слияния, объединения и образование новых факультетов и институтов в 2012—2013 годах. 
В 2019 году Факультет филологии и массовых коммуникаций — ФФиМК и Исторический факультет — ИФ объединились в один —  Историко-филологический.
Другой пример - факультет технологий, транспорта и связи — ФТТиС.

## Научные школы
За годы существования в университете сформировались и оформились научные школы профессоров В. П. Мязина, Н. А. Абрамовой, К. Г. Эрдынеевой, В. Н. Заслоновского, В. Г. Кондратьева, М. Н. Фоминой.

## Контингент учащихся
Более 8 000 студентов, из которых около 5 000 — на очной форме обучения.

## Состав ЗабГУ
- Читинский центр Дальневосточного отделения международной академии наук высшей школы.
- Забайкальский центр РАЕН.
- Забайкальское отделение МАНЭБ.
- Читинское отделение МАПО.
- Отделение Горной академии.
- Забайкальское отделение Российского Союза юристов.
- Забайкальское отделение Молодёжного союза юристов.
- Научная аналитическая лаборатория по разработке новых технологий для обогащения сложных по составу и различных видов минерального сырья.
- Лаборатория этнологических исследований.
- Международный научно-образовательный центр исследований в области этнологии и антропологии.
- Региональный учебный центр, гуманитарно-педагогический колледж и лицей.

## Руководители

### ЧГПИ — ЗабГПУ — ЗабГГПУ
[[информация отсутствует]]

### ЧПИ — ЧГТУ — ЧитГУ
- 1966—1968 — Геннадий Иванович Чекин
- 1968—1983 — Юрий Вениаминович Кулагин
- 1983—1986 — Эдуард Константинович Спирин
- 1986—1987 — Анатолий Павлович Карасёв
- 1987—1993 — Борис Иванович Костылев
- 1993—2012 — Юрий Николаевич Резник

2012—2022 — Сергей Анатольевич Иванов

### ЗабГУ
- с 2022 – Мартыненко Оксана Олеговна[1][2]

## Символика
В основе символики университета лежит знак Читинского государственного технического университета. Дано следующее описание: «В основе эмблемы университета лежат два элемента: знак интеграла, являющийся одним из основных символов математики — основы технических знаний, и соболь, символизирующий сибирский регион, где расположен вуз». На эмблему получено свидетельство Российского агентства по патентам и товарным знакам № 171491.
Первоначально знак был чёрного цвета. В 2006 году в ходе редизайна эмблема стала синей и изменила пропорции. Знак стал более стройным и динамичным.
В 2009 году эмблема была дополнена девизной лентой с надписью «Non Scholae Sed Vitae Discimus» — «Не для школы, но для жизни учимся». В настоящее время применяются как вариант без ленты, так и с лентой.

## Музеи
Исторически сложились несколько музеев, объединённых в 2010 году в Научно-образовательный музейный комплекс. В него входят:
- Геологический музей ЗабГУ, старейший музей университета, основанный 25 ноября 1975 года, включает в себя минералогическую коллекцию, коллекцию полезных ископаемых и руд, палеонтологии (1993 г), геологическую кунсткамеру (2004 г), коллекцию Балейского рудного поля (2010 г.)
- Музей истории ЗабГУ, создан 23 июня 1999 г к 25-летию университета
- Музей этнографии и культур Забайкалья, создан как постоянная этнографическая экспозиция в октябре 2005 года.

## Студенческие творческие коллективы
В университете работает Центр студенческого творчества. Действуют коллективы в вокальном, инструментальном, театральном направлении, а также работающие в оригинальном жанре:
- Вокальный эстрадный ансамбль «Ультра»;
- Вокальный эстрадный ансамбль юношей «Проспект»;
- Сборная команда КВН «Без грани»;
- Оркестр духовых инструментов;
- Хор Горного факультета;
- Фольклорный вокальный ансамбль «Здравица»;
- Фольклорный вокальный ансамбль «Румяницы»;
- Театр танца, огня и света «ALIVE FIRE».

Ранее, наиболее известны были следующие коллективы:
- Сборная команда КВН «Гураны»;
- Вокальная студия «Nota Bene»;
- Мастерская танца «Лила»;
- Студия музыкального театра «Чикаго»;
- Студенческий народный театр «Странник»;
- Рок-группа «Обман».